# Ухино
Ухино — деревня в Клепиковском районе Рязанской области. Входит в состав Екшурского сельского поселения.

## География
Находится в северной части Рязанской области на расстоянии приблизительно 6 км на юг по прямой от районного центра города Спас-Клепики на правом берегу реки Пра.

## История
На карте 1850 года показана как Переднее Пилева с 6 дворами. В 1859 году здесь (тогда деревня Ухино или Пилево Среднее Рязанского уезда Рязанской губернии) было учтено 5 дворов, в 1897 (Переднее Пилево или Ухино)— 9.

## Население
Численность населения: 59 человек (1859 год), 113 (1897), 27 в 2002 году (русские 85 %), 18 в 2010.